# Cashmere (Film)
Cashmere ist ein US-amerikanischer Pornofilm des Regisseurs Michael Ninn.

## Handlung
Der Film ist eine Hommage an die 1950er und 1960er Jahre; die Szenen sind wie Musikvideos gedreht.
Der Film wird von Regisseur Ninn erzählt, der sich an seinen ersten Schwarm erinnert, die Sängerin Penny Lane aus den frühen 60ern, die von Kylie Ireland gespielt wird.

## Auszeichnungen
- 2000: AVN Award - Best DVD
- 2000: AVN Award - Best Special Effects
- 2005: AVN 500 Greatest Adult Films